# Philip Hamilton

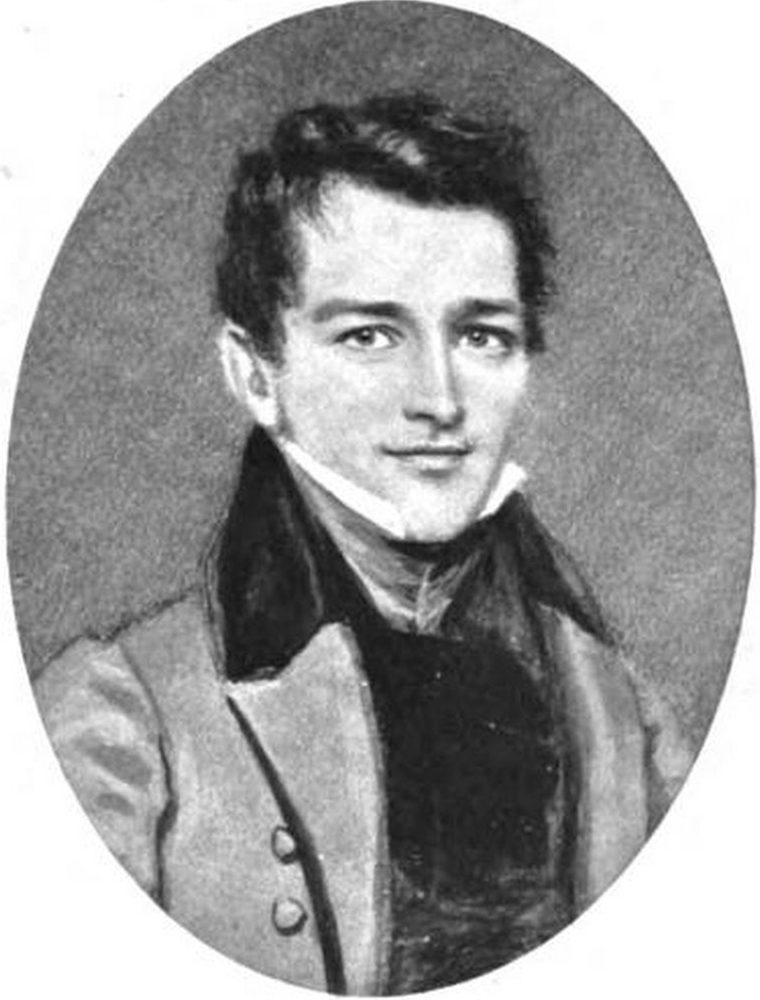
Philip Hamilton

Philip Hamilton (* 22. Januar 1782; † 24. November 1801) war der älteste Sohn von Elizabeth Schuyler Hamilton und Alexander Hamilton. Sein Vater war der erste US-Finanzminister und einer der Gründerväter der Vereinigten Staaten. Philip Hamilton starb mit 19 an den Folgen eines Duells.

## Leben
Die Eltern setzten große Erwartungen in ihren Sohn Philip; Alexander Hamilton glaubte schon an den Handbewegungen des sieben Monate alten Babys erkennen zu können, dass er einmal ein großer Redner werden würde. Als Neunjähriger wurde Philip Hamilton in ein Internat in Trenton gegeben. Drei Jahre später, 1794, folgte ihm sein jüngerer Bruder Alexander dorthin. Philip erwies sich als aufgeweckter Schüler. Er besuchte das Columbia College, um später Jura zu studieren. Sein Vater verlangte von ihm eiserne Disziplin bei der Arbeit. Im Jahr 1800 beendete Philip Hamilton das College und begann sein Studium.

## Tod
Am 4. Juli 1801 hielt George Eacker, ein Unterstützer von Thomas Jefferson, an der Columbia University eine Rede, in der er sich kritisch über Alexander Hamilton äußerte. Philip Hamilton erfuhr aus einer Zeitung von dieser Rede und war empört darüber. Am 20. November desselben Jahres wollte er zusammen mit seinem Freund Richard Price eine Theatervorstellung besuchen. Als er am Park Theatre eintraf, begegnete er Eacker und sprach ihn auf die Rede an. Der Dialog artete in heftige Beschimpfungen aus, unter anderem bezeichnete Eacker Philip Hamilton als „rascal“, woraufhin Hamilton und Price Eacker zu einem Duell forderten. Als Ort des Duells wurde Weehawken gewählt, wo Philip Hamiltons Vater später ebenfalls in einem Duell fallen sollte.

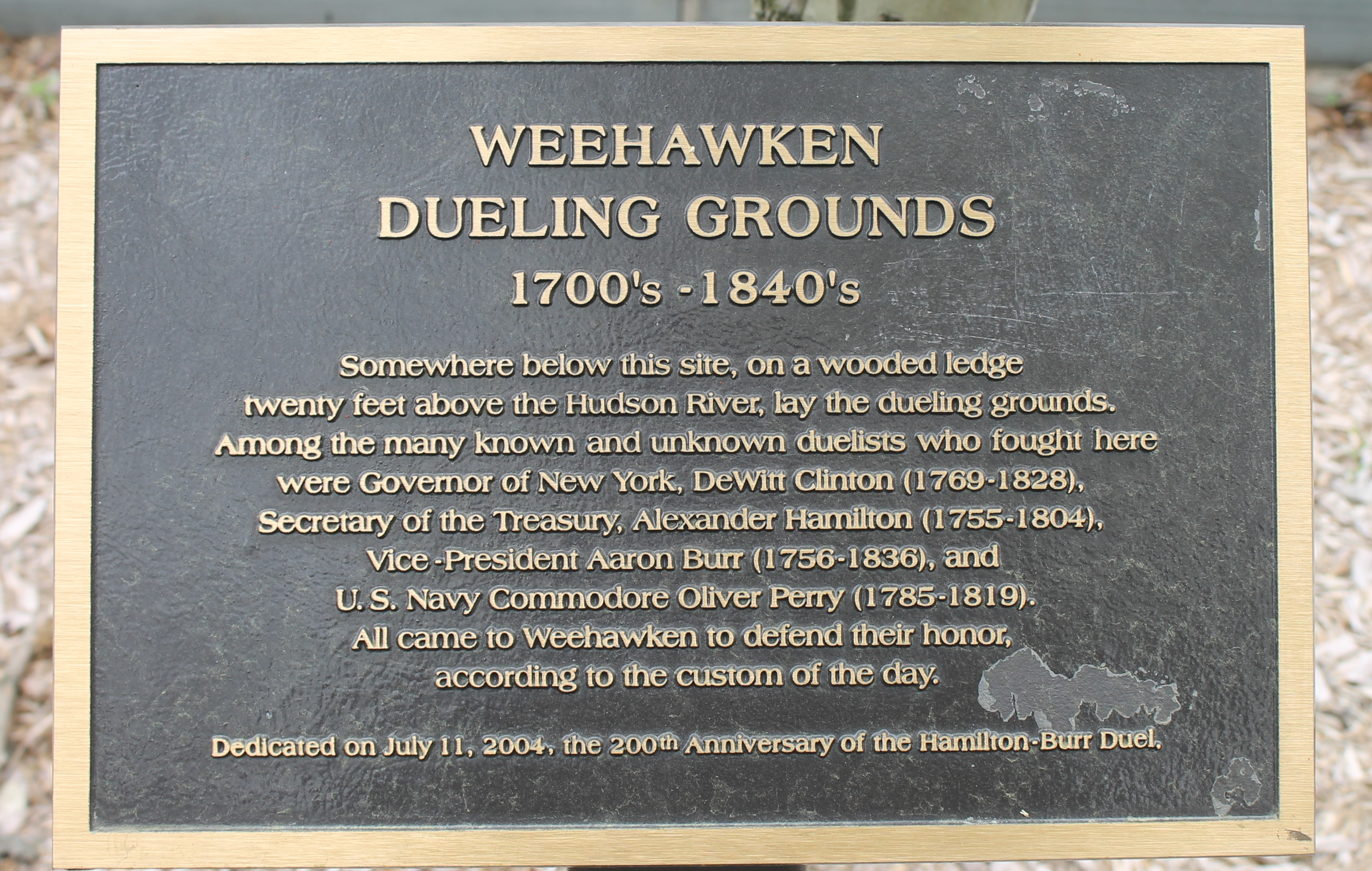
Hinweistafel am Ort des Duells

Am 22. November 1801 duellierte sich Eacker mit Price; beide blieben dabei unverwundet. Tags darauf fand das Duell zwischen Eacker und Hamilton statt. Getreu einem Rat seines Vaters erhob Hamilton beim Kommando, zu schießen, seine Waffe zunächst nicht, woraufhin auch Eacker vorerst nicht feuerte. Schließlich aber schoss Eacker doch und traf Hamilton oberhalb der rechten Hüfte. Dieser fiel zu Boden; ob der Schuss aus seiner Waffe, der sich dabei löste, beabsichtigt war, ist unklar. Eacker wurde aber nicht getroffen.
Der Verletzte wurde nach Manhattan gebracht, wohin sämtliche Ärzte der Stadt gerufen wurden. Alexander Hamilton eilte hilfesuchend ins Haus David Hosacks, der aber bereits alarmiert worden und ins Haus des Ehepaars Angelica und John Church aufgebrochen war, wohin man den verletzten Philip Hamilton gebracht hatte. Alexander Hamilton folgte dem Arzt; wenig später traf auch Philip Hamiltons Mutter im Haus der Churchs ein. Es zeigte sich, dass für den Verletzten keine Hoffnung mehr bestand. 14 Stunden, nachdem er angeschossen worden war, starb Philip Hamilton am frühen Morgen des 24. November 1801. Er wurde in einem unbezeichneten Grab bei der Trinity Church in Manhattan bestattet.
Philip Hamiltons 17-jährige Schwester Angelica verlor nach dem gewaltsamen Tod ihres Bruders ihren Verstand. Seine Mutter, die im dritten Monat schwanger gewesen war, als er ums Leben kam, gebar am 2. Juni 1802 einen Sohn, der zu Ehren des Verstorbenen ebenfalls den Namen Philip erhielt.

## Nachwirkungen
Das Leben Alexander Hamiltons wurde als Stoff eines Musicals mit dem Titel Hamilton verwendet, das seinerseits auf der Hamilton-Biographie von Ron Chernow basiert, die schon früher für die Bühne adaptiert worden war. In diesem Buch und dem Musical erscheint auch der Sohn Philip.